# Дама за един ден
„Дама за един ден“ (на английски: Lady for a Day) е американска комедийна драма от 1933 г. на режисьора Франк Капра. Сценарият на Робърт Ръскин и базиран на краткия разказ „Мадам Ла Гимп“ от Деймън Рунион през 1929 г. Това е първият филм, в който Капра получи номинация „Оскар“ за най-добра режисура, и е първият филм на „Кълъмбия Пикчърс“, който е номиниран за най-добър филм. Капра също режисира неговия римейк – „Джоб пълен с чудеса“ през 1961 г.